# Nos rector... – A magyar főiskolai hallgatók könyve
A Nos rector..., alcímén A magyar főiskolai hallgatók könyve egy több szerző által írt és Koszterszitz József szerkesztésében megjelent nevelési mű a Horthy-korszakból.
Az Ádám György, Koszterszitz József, Nagy József és Ürge Antal által írt kötet 1943-ban jelent meg Budapesten a Szent István Társulat kiadásban. Tulajdonképpeni célja, hogy a két évvel korábban megjelent Koszterszitz-féle, serdülőkorú fiúk számára írt Kamaszokhoz hasonlóan az egyetemi–főiskolai képzésben részt vevő fiatal felnőtt férfi korosztálynak könnyen érthető, olvasmányos stílusban eligazítást nyújtson a felsőoktatásban eltöltendő világáról minden vonatkozásban.
A több mint 600 oldalas mű szerkezetileg 4 fő részre, ezek számos kisebb fejezetre, ezek pedig néhány oldalas kis egységekre tagolódnak. A 4 fő rész a következőː
- A gólya – belépés az egyetem világába, egyetemi tanulás, a haza szolgálata, a nemiség és a fiatalfelnőttkor
- A másodéves – olvasmányok, etikus viselkedés más egyetemistákkal, kötelességteljesítés, keresztény férfieszmény
- A harmadéves – felelős vezetők, specializálódás, mi hiányzik a képzésekből?, „magyar” problémák, belenövés a társadalomba
- Élet kapuját döngetők – hivatás, férfimunka, a katolikus és hazaszerető férfi, a jellemépítés folytatása, a házasság

A mű nem rendelkezik reprint kiadással, ugyanakkor a közelmúlt óta elektronikusan már elérhető az UNITAS Egyházi Könyvtárak Közös Katalógusa és Információs Portálja honlapjárólː  Archiválva 2018. december 1-i dátummal a Wayback Machine-ben, valamint a Magyar Társadalomtudományok Digitális Archívuma honlapjáról: .